# Martin Dahlin
Dan Martin Nataniel Dahlin, född 16 april 1968 i Höganäs, är en svensk före detta fotbollsspelare som spelade som anfallare.
Dahlin var en av Sveriges viktigaste spelare under fotbolls-VM 1994 med sina fyra mål och tre assist. Dahlin var också en viktig del av det svenska landslag som gick till semifinal i EM 1992.

## De tidiga åren
Martin Dahlin växte upp i Lund tillsammans med sin mor, styvfar och en äldre bror. Dahlins far, som är musiker, är av venezuelansk härkomst men uppvuxen i England. Martin Dahlins mor uppmuntrade tidigt hans intresse för fotboll, bland annat genom att berätta om den brasilianske fotbollsstjärnan Pelé. Han spelade först i Lunds BK innan han värvades av Malmö FF av dåvarande tränaren Roy Hodgson. Där slog han igenom under 1988 då han blev skyttekung och tog SM-guld. I samma veva var han nära en övergång till Fiorentina. Efter den framgången fick många storklubbar upp ögonen för Dahlin. Han spelade fyra år i Malmö FF innan han 1991 värvades till den tyska storklubben Borussia Mönchengladbach. 

## Landslaget och vinnare av Guldbollen
Dahlin deltog i det svenska laget i fotbollsturneringen i OS 1988.
Dahlin debuterade i A-landslaget den 17 april 1991 mot Grekland där han gjorde ett mål. Det var även Tommy Svenssons första landskamp som förbundskapten. Under Svenssons sju år som förbundskapten var Martin Dahlin den utespelare som han använde mest. Det blev totalt 60 matcher, 29 mål och 16 målpass under Tommys ledning. 1993 vann Martin Dahlin Guldbollen efter att med sju mål i VM-kvalet ha spelat en stor roll för Sveriges VM-avancemang. Under VM 1994 var Dahlin en viktig del i svenska landslagets stora framgång då han gjorde fyra mål i turneringen och kom på delad sjundeplats i skytteligan. Han ordnade den viktiga kvitteringen mot Kamerun, gjorde två nickmål mot Ryssland och gjorde 1–0-målet i åttondelsfinalen mot Saudiarabien. Sverige slutade på tredjeplats efter en storseger mot Bulgarien i bronsmatchen. Dahlins mål mot Estland i VM-kvalet 1997 var hans totalt tionde i VM-kval och därmed gick han förbi Ove Kindvall som Sveriges meste målskytt i VM-kvalen genom tiderna.

## Proffsåren
1991 blev Dahlin proffs i Borussia Mönchengladbach. Under sina år i Tyskland öste han in mål och blev en publikfavorit, och fick smeknamnet "der Bomber". 1995 utsågs han till bästa utländska anfallare i Bundesliga av tidningen Kicker Sportmagazin. Samma år vann han den tyska cupen med Borussia Mönchengladbach och gjorde ett mål i finalmatchen mot Wolfsburg.
Den glödhete svensken förhandlade med både Everton, Tottenham, Inter och Fiorentina under VM 1994, men bestämde sig för att stanna i Borussia Mönchengladbach.
I januari 1996 skrev Dahlin, som blivande Bosman-fall på för italienska storklubben  Juventus. Borussia Mönchengladbach hänvisade dock till paragraf 11 i det nationella reglementet, som sa att Bundesliga-kontrakt automatiskt förlängs med 1 år om övergångsreglerna förändras. Tyskarna krävde ursprungligen 55 miljoner för Dahlin, men sänkte priset till 30 miljoner. Juventus, som var villigt att betala 25 miljoner drog sig till slut ur affären.
Istället hamnade Dahlin i AS Roma, och blev klubbkamrat med Jonas Thern. Där blev det sammanlagt bara 64 minuters spel för svensken. Konkurrensen blev för stor med forwards som Abel Balbo, Daniel Fonseca, Francesco Totti och Marco Delvecchio. Det slutade med att Dahlin kom tillbaka till Borussia Mönchengladbach på lån och fortsatte att göra mål i Bundesliga.
Sommaren därpå 1997, blev Dahlin såld för 30 miljoner till engelska Blackburn Rovers som spelade i Premier League. Där återförenades han med förre MFF-tränaren Roy Hodgson. Väl i England hämmades Dahlin av en ryggskada som han ådrog sig oktober 1997, och det blev bara 4 mål på 26 matcher. I samband med detta stämde Blackburn sitt försäkringsbolag för att inte ha fått betalt för den ödesdigra skadan, men förlorade.
Dahlin spelade sin sista proffsmatch 1999, då han var utlånad till Hamburger SV. Han slutade med fotboll på toppnivå vid 31 års ålder på grund av ryggsmärtor och förslitningsskador.

## Efter fotbollskarriären
1994 bestämde Martin Dahlin sig för att lansera det egna modemärket Dahlin Shirts. Den första kollektionen lanserades under våren 1995. Idag driver Dahlin varumärket tillsammans med företaget Heab Hestra. Sedan 2001 är Dahlin verksam som  fotbollsagent och representerar flera fotbollsspelare, bland annat Jonas Olsson, Andreas Granqvist, Behrang Safari, Mikael Antonsson, Joel Ekstrand, Markus Rosenberg, Pontus Jansson, Mikael Lustig, Filip Helander, Alexander Fransson, Niklas Hult, Tim Sparv, Kasper Hämäläinen och Ragnar Sigurðsson. Under fotbolls-VM 2002 arbetade han som expertkommentator för TV4.

## Anmärkning
1. ↑  Enligt databasen Sveriges befolkning 1990, är Martin Dahlin född i Höganäs församling. I svensk folkbokföring anges moderns bokföringsort som barnets födelseort (födelsehemort), men nedkomsten kan ha skett någon annanstans.